# Петър Танев
Петър Недялков Танев, познат и като Петър Свищовлията, е български революционер от Четата на Таньо войвода през 1876 година.

## Биография
Роден е в Свищов, но заедно с брат си Димитър напускат родния град и се устанвяват в Турну Мъгуреле, където според свидетелства подпомагат български хъшове през зимата на 1875-1876 г.
Петър Танев се включва в четата на Таньо войвода и остава с нея до поражението ѝ на 27 май 1876 г. В тази последна битка той загива на хълма Керчан баир при днешното село Априлово.